# Dinothenarus
A Dinothenarus  a rovarok (Insecta) osztályának a bogarak (Coleoptera) rendjéhez, ezen belül a mindenevő bogarak (Polyphaga) alrendjéhez és a holyvafélék (Staphylinidae) családjához tartozó nem.

## Elterjedésük
Palearktikus elterjedésű nem, hozzávetőleg 30 ismert fajuk van Európában, Ázsiában és Észak-Amerikában. Magyarországon két, Közép-Európában 3 fajuk található meg.

## Jellemzőik
Nagytestű holyvafajok tartoznak ide (12–20 mm). Fejük ovális vagy lekerekített négyszög alakú. Előtoruk elülső szögletei nagyjából derékszögűek. Potrohuk utolsó 3 hátlemezét testhez simuló szőrözet borítja.

## Magyarországon előforduló fajok
- Ezüsthasú holyva (Dinothenarus pubescens) (De Geer, 1774)
- Tarka holyva (Dinothenarus fossor) (Scopoli, 1772) (=Parabemus fossor)